# DeSoto County, Florida
DeSoto County är ett administrativt område i delstaten Florida, USA, med 34 862 invånare. Den administrativa huvudorten (county seat) är Arcadia. 

## Geografi
Enligt United States Census Bureau så har countyt en total area på 1 656 km². 1 650 km² av den arean är land och 6 km² är vatten.

### Angränsande countyn
- Hardee County, Florida - nord
- Highlands County, Florida - öst
- Glades County, Florida - sydöst
- Charlotte County, Florida - syd
- Sarasota County, Florida - väst
- Manatee County, Florida - nordväst